# Adak (miasto)
Adak – miasto w Stanach Zjednoczonych, w stanie Alaska, w okręgu Aleutians West, na wyspie o tej samej nazwie. W roku 2023 miasto zamieszkiwały 154 osoby, a gęstość zaludnienia wynosiła 1,83 osoby/km².